# Kátlovce
Kátlovce (Hongaars: Kátló) is een Slowaakse gemeente in de regio Trnava, en maakt deel uit van het district Trnava.
Kátlovce telt 1.146 inwoners.